# HMNZS Puriri
HMNZS Puriri – nowozelandzki trałowiec pomocniczy z okresu II wojny światowej, a wcześniej cywilny statek handlowy. Jednostka została zbudowana w 1938 roku, a w 1941 roku została zarekwirowana i wcielona w skład Royal New Zealand Navy. Trałowiec zatonął na minie w Zatoce Hauraki 14 maja 1941 roku.

## Historia
HMNZS „Puriri” został zbudowany w 1938 roku jako przybrzeżny statek handlowy. Wyporność wynosiła 927 ton. W 1941 roku jednostka została zarekwirowana przez rząd Nowej Zelandii i weszła do służby w Marynarce Wojennej jako pomocniczy trałowiec.
Niedługo po przyjęciu do służby w RNZN, 14 maja 1941 roku w Zatoce Hauraki „Puriri” wszedł na minę i zatonął.